# Svařování svazkem elektronů

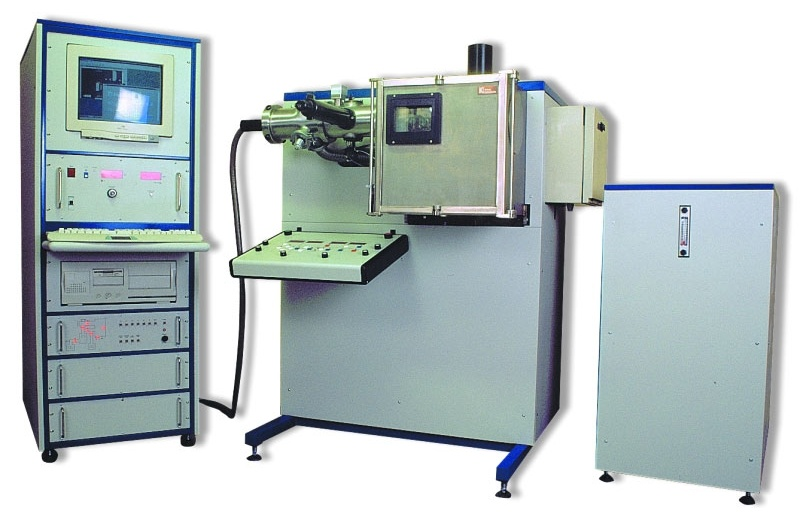

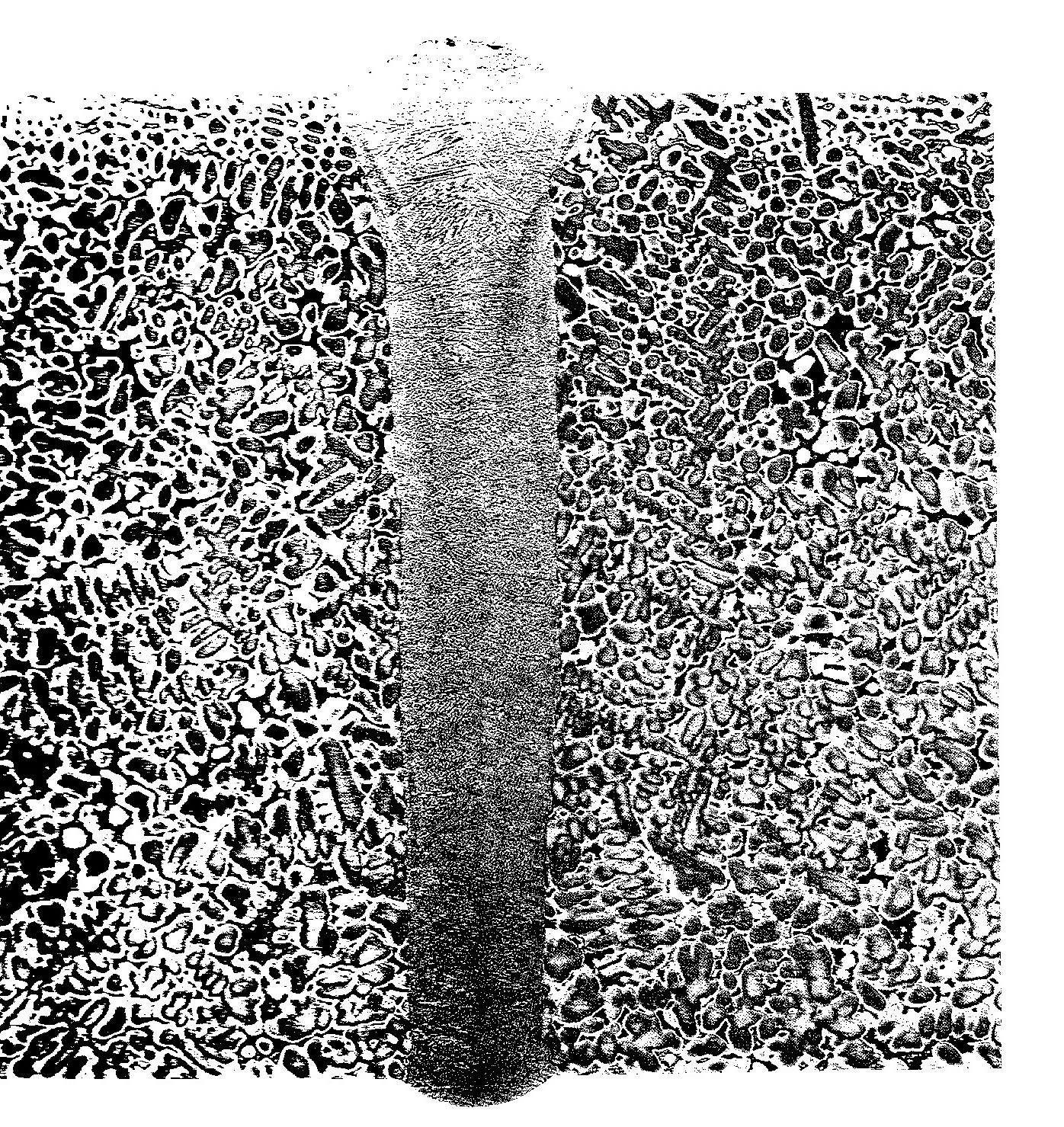
Hluboký svar

Svařování svazkem elektronů nebo elektronové svařování nebo svařování elektronovým paprskem je tavný způsob spojování součástí, při kterém je zdrojem energie potřebné k roztavení spojovaných dílů v místě jejich styku kinetická energie elektronů, která se v místě dopadu na pevnou látku přeměňuje v teplo. Aplikace elektronové optiky dává možnost soustředit tímto způsobem vysoký výkon do malého objemu látky. To přináší řadu možností jiným způsobem ohřevu (s výjimkou laseru) nedosažitelných.

## Podstata a zvláštnosti ohřevu elektronovým svazkem
Zdrojem energie potřebné pro zahřátí materiálu je kinetická energie elektronů urychlených silným elektrickým polem. Po dopadu na povrch pevné látky tyto elektrony pronikají do jisté (malé) hloubky, ve které předají nepružnými srážkami svoji kinetickou energii částicím látky, což se projeví zvýšením teploty v zasaženém objemu.
Zaostřením svazku magnetickou čočkou můžeme dosáhnout plošné hustoty výkonu v místě dopadu svazku v řádu 104 až 106 W/mm2.

## Vytváření elektronového svazku

### Urychlení elektronů

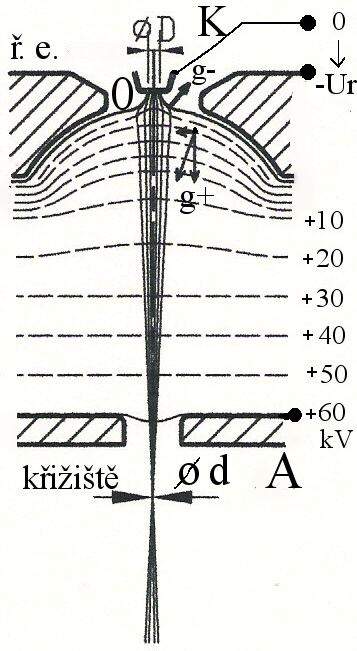
Tvorba svazku

Volné elektrony potřebné pro vytvoření svazku se získávají termoemisí, nejčastěji z wolframového přímo žhaveného drátku nebo pásku. Část emitovaných elektronů se urychluje silným elektrickým polem vytvořeným zdrojem vysokého napětí mezi izolovaným záporným emitorem (katodou) a uzemněnou anodou. Mezi tyto dvě elektrody je umístěna třetí elektroda (obvykle nazývaná Wehneltův válec) se záporným napětím vůči katodě. Její elektrické pole ovlivňuje množství (proud) a dráhy elektronů, které mohou být hlavním elektrickým polem urychleny, tj. využity pro tvorbu svazku.

### Zaostření
Tvar urychlovacího elektrického pole, daný tvarem řídící elektrody, má na dráhy elektronů „fokusační“ účinek, tj. obrací je směrem k ose. Nejužší je svazek v místě, které nazýváme „křižiště“. Toto místo s největší plošnou hustotou výkonu leží v blízkosti anody, kde svazek nemůže být využit pro technologické aplikace. a proto jej necháváme procházet středovým otvorem v anodě do prostoru bez elektrického pole. Zde má tvar mírně rozbíhavého kuželu, takže plošná hustota výkonu v jeho průřezu klesá na hodnoty pro technologické aplikace nepostačující. Proto je nutné jej „zaostřit“, což se dosáhne magnetickým polem válcové cívky buzené elektrickým proudem. Axiální poloha nejužšího průřezu svazku (ohniska) se dá měnit podle potřeby v širokých mezích změnou budicího proudu.

### Seřízení
Pro dosažení optimálních účinků elektronového svazku je potřebné jeho přesné seřízení podle optické osy zaostřovací čočky. Toho se dosáhne magnetickým polem kolmým k ose, vytvořeným dvěma k sobě kolmými páry cívek před vstupem svazku do magnetického pole fokusační cívky.

## Elektronová tryska

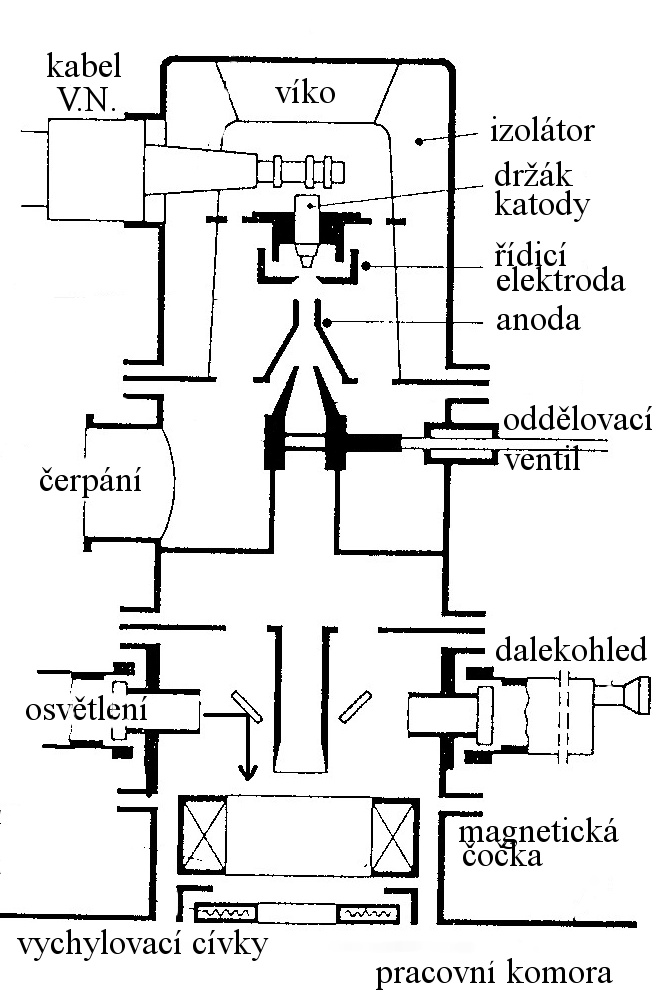
Schema elektronové trysky

Shora zmíněné hlavní prvky potřebné k vytvoření a řízení elektronového svazku jsou konstrukčně včleněny do válcové kovové konstrukce zajišťující neměnnost jejich vzájemné polohy a možnost vyčerpání pracovního prostoru na vysoké vakuum (tlak řádu 10−4 mbaru), které je nezbytné v prostoru, kde jsou elektrony urychlovány vysokým napětím. Zdroj elektronů, katoda, a řídicí elektroda jsou elektricky izolovány a spojeny se záporným pólem zdroje vysokého napětí. Anoda je spojena s uzemněným kladným pólem zdroje V.N. Konstrukce trysky musí také zaručit dostatečné odstínění rentgenového záření, které vzniká při změně rychlosti elektronů, tedy hlavně v místě dopadu elektronů na povrch předmětu.
Napětí pro urychlení elektronů se volí v mezích 30 až 200 kV, podle požadavků na účinky svazku. Nejčastěji je to buď 60 nebo 120 kV. Výkon svazku je dán součinem urychlovacího napětí a proudu svazku. Vhodnou volbou těchto parametrů a konstrukce trysky lze dosáhnout libovolného požadovaného výkonu.

## Proces vnikání svazku do hloubky

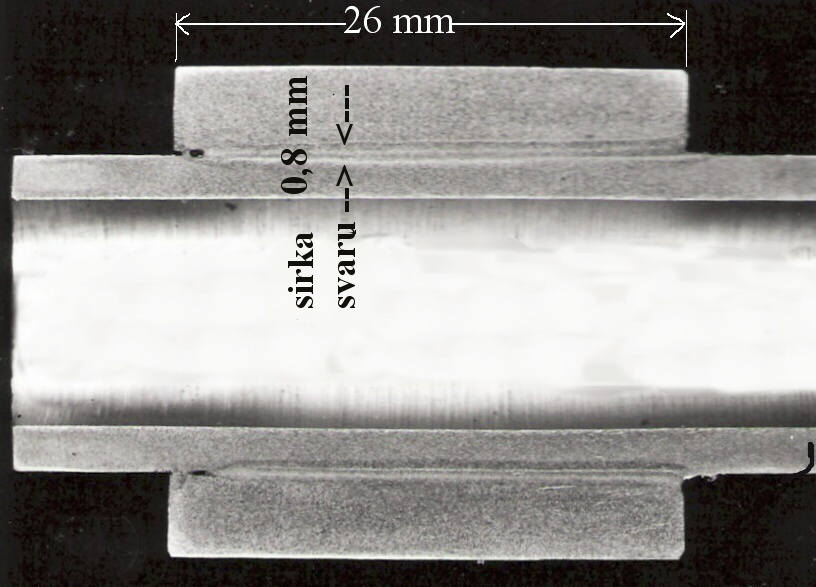
Zkusebni hloubkovy svar

Schopnost elektronového svazku pronikat za jistých podmínek značnou rychlostí (řádu desítek cm/s) do značné hloubky, třeba i desítek cm) je vlastnost, která jej nejvíce odlišuje od klasických metod svařování a přináší cenné výhody a možnosti. Tato schopnost je (zdánlivě paradoxně) umožněna mj. tím, že jednotlivé elektrony proniknou jen do velmi male vzdálenosti od povrchu, na níž předají srážkami všechnu svoji kinetickou energii částicím pevné látky v podobě tepla. Tato vzdálenost je přímo úměrná čtverci napětí, kterým byly elektrony urychleny, a nepřímo úměrná hustotě látky. Výpočty i pokusy ukazují, že tato vzdálenost je řádu setin milimetru i při vysokých hodnotách urychlovacího napětí.
Přivádíme-li svazkem elektronů „zaostřeným“ do velmi malého průřezu, třeba 1 mm čtvereční, výkon několika kw, pak zahřívá vrstvičku tenkou jen setiny milimetru, tedy nepatrné množství látky. Prakticky se dosahuje plošné hustoty výkonu v řádu 104 až 106 W/mm2, a v tenké vrstvě do které elektrony proniknou pak objemové hustoty výkonu 105 až 107 W/mm3. Důsledkem toho je extrémně rychlý růst teploty v místě dopadu elektronů (v řádu 108 až 109 K/s), proto se za dobu 10−5 až 10−7 sekundy každý materiál převede z pevného skupenství až do stavu silně ionizovaného plynu (plazma). Co se děje dál, závisí na fyzikálních vlastnostech zahřáté látky a na okolních podmínkách.

## Užití elektronového svazku pro svařování
Praxe ukazuje, že výsledek působení elektronového svazku, tj. tvar a rozměry oblasti elektronovým svazkem ovlivněné (přetavené), závisí především na jeho parametrech, tj. na výkonu a jeho plošné hustotě (zaostření), ale ovšem také na době jeho působení na vlastnostech materiálu a v některých případech i na geometrii (tvaru a rozměrech) součástí v místě spoje a jeho okolí.

### Výkon elektronového svazku
Výkon elektronového svazku je součinem proudu a urychlovacího napětí, tedy parametr snadno měřitelný a nastavitelný. Výsledný účinek svazku, tj. rozsah oblasti svazkem ovlivněné, je jeho výkonu přímo úměrný. Plošná hustota výkonu v místě působení svazku je parametrem, na kterém hlavně závisí rychlost vnikání svazku do materiálu, Bohužel právě tento parametr je nejobtížněji zjistitelný a reprodukovatelný.

### Doba působení
Doba působení svazku při svařování je dána vzájemnou rychlostí polohy svazku a povrchu svařovaných součástí. Většinou je poloha svazku stálá a pohybuje se pouze svařovaný předmět.

### Vlastnosti a svařitelnost materiálů
Při svařování se uplatní vlastnosti tepelné a metalurgické s tím, že touto metodou jsou svařitelné všechny materiály, u kterých je ověřena tavná svařitelnost. Navíc jsou však svařitelné konstrukční materiály, u nichž tavné svařování klasickými metodami není možné (plamen, el. oblouk, MIG-MAG, TIG/WIG). To platí především pro kalitelné oceli vč. nerezavějících, niklové a kobaltové slitiny, slitiny z lehkých kovů (Al, Mg, Si) vč. slitin s vysokou afinitou ke kyslíku např. titan a jeho slitiny. Rovněž je možné vytvářet heterogenní spoje různých materiálů, a to jak různých druhů ocelí tak i ocelí se slitinami. Za dodržení specifických, technologických podmínek (parametry svařování) jsou všechny tyto materiály a jejich kombinace úspěšně svařitelné. Nesvařitelné jsou porézní materiály, olovnaté a zinkové bronzy a některé niklové slitiny s vysokým podílem vytvrzujících fází (Al, Ti).

### Tvar a rozměry svařovaných dílů
Tvar a rozměry nabývají na důležitosti zvláště při svařování součástí s malými rozměry (tenkostěnných). Takové se obvykle neobejdou bez speciálních pomůcek.
Technologické aplikace elektronového svazku, který může být vytvořen s libovolným výkonem, jsou velice široké. Velmi jemný svazek v elektronovém litografu vytváří submikroskopické struktury (mikroobráběním), svazek s výkonem řádu megawattů slouží k výrobě nejčistších materiálů. Nejširší uplatnění však nachází v oblasti středních výkonů (do 100 kW) pro svařování. Podle svého výkonu může svařovat součástky miniaturních rozměrů, ale také uskutečňovat svary hluboké až 30 cm. Rozšiřuje "svařitelnost" i na mnohé materiály, které jinými metodami svařovat nelze (titan, molybden, wolfram, zirkon aj.). Svary elektronovým svazkem mají obecně lepší vlastnosti než svary jinými metodami.

## Konstrukce a využití elektronových svářeček

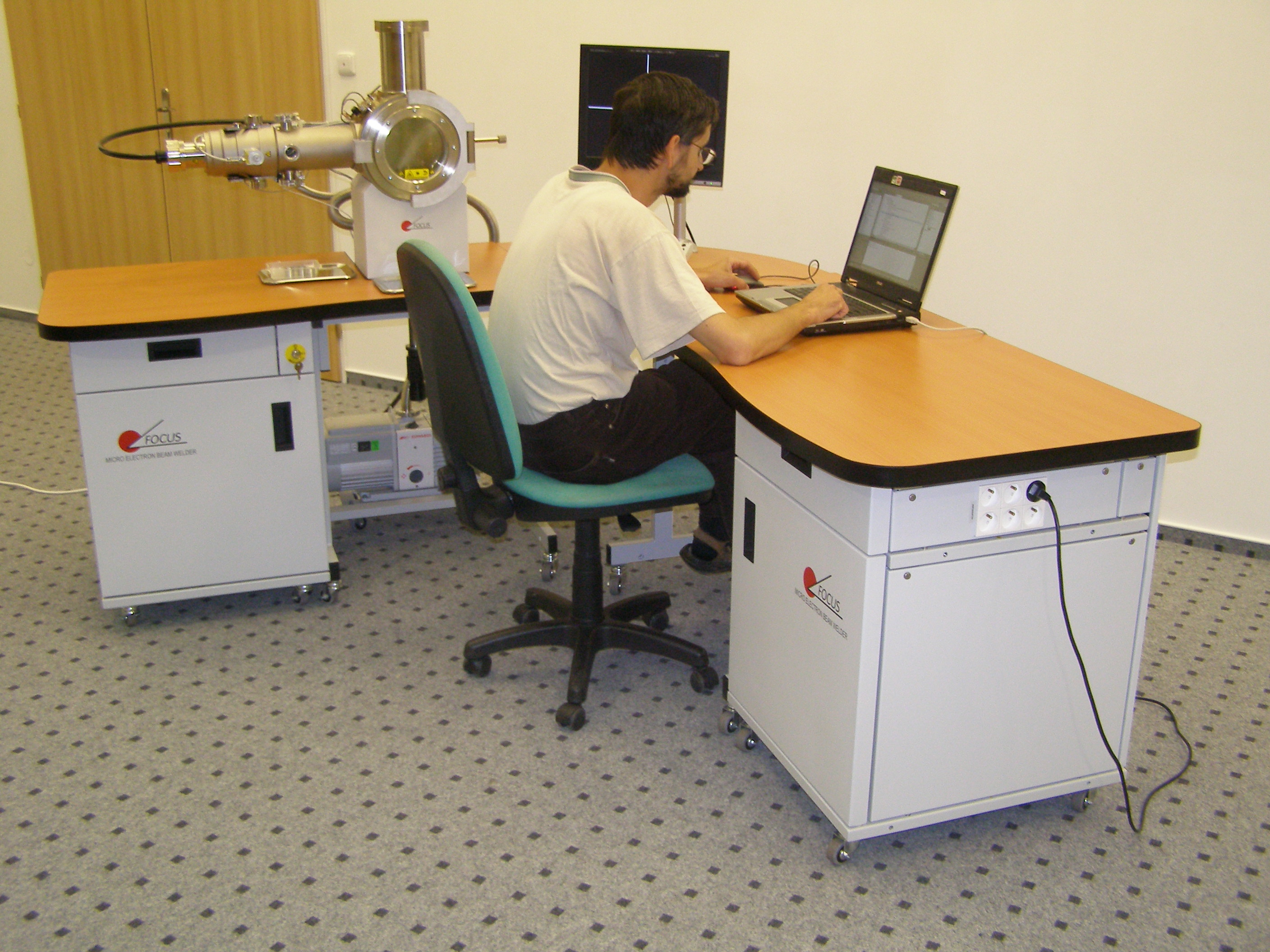
"Stolní" svářečka MEBW 60/2

Od doby kdy byl zveřejněn první popis elektronové svářečky (koncem padesátých let) se svařování elektronovým svazkem šířilo velice rychle ve všech průmyslově vyspělých zemích. Československo se k nim připojilo začátkem šedesátých let výrobou elektronových svářeček ve Výskumném ústavu zváračském v Bratislavě a vývojem v Ústavu přístrojové techniky ČSAV v Brně. V zahraničí se výroby svářeček ujaly četné firmy, hlavně v „kolébce“ této technologie – Německu, ale také v USA, v Japonsku, ve Velké Británii, v Sovětském svazu a ve Francii. Protože se svařování svazkem uplatňuje v nejrůznějších oblastech průmyslové výroby i výzkumu jsou požadavky kladené na tato zařízení po všech stránkách velice rozmanité. Nejvíce se liší tvary a rozměry pracovního prostoru, většinou v podobě vakuové komory. Ta může mít objem třeba jen litrů, nebo také stovek krychlových metrů.
Průmyslový výrobce elektronových svářeček v ČR není. Zájemci o tuto technologii buď musejí vynaložit značné finanční prostředky na dovoz svářečky ze zahraničí, nebo získat potřebné zařízení svépomocí. Takových akcí proběhlo od roku 1969 několik.
V 70.-80. letech 20. století bylo ze zahraničí dovezeno asi 10 elektronových svářeček s výkonem do 15 kW, které se uplatnily v československé strojírenské výrobě. Především se jednalo o svařování součástí leteckých motorů (Walter/Motorlet Praha - Sciaky a Techmeta/Bodycote, Mora Moravia Mar. Údolí - Leybold/PTR, ZVL Pov. Bystrica - Leybold/PTR), jaderného strojírenství (Škoda JS Bolevec - Leybold/PTR), parních a plynových turbin (PBS Velká Bíteš - Steigerwald/pro-beam), čerpací techniky (Sigma Opava - Leybold/PTR), přístrojové techniky (Mikrotechna Modřany - Wentgate) atp.